# Monoptygma
Monoptygma is een geslacht van uitgestorven weekdieren uit de klasse van de Gastropoda (slakken). Exemplaren van dit geslacht zijn slechts als fossiel bekend.

## Soorten
- Monoptygma alabamiensis Lea, 1833 †
- Monoptygma lymneoides (Conrad, 1833) †